# Campeonato de Austria de Ciclismo en Ruta
El Campeonato de Austria de fondo en carretera es la carrera anual organizada para la otorgar el título de Campeón de Austria. El ganador tiene derecho a portar durante un año, el maillot con los colores de la bandera de Austria , en cualquier prueba en Ruta. Este campeonato se disputa desde 1969 ininterrumpidamente.
En 1926 y 1927 se disputaron dos campeonatos de Austria. Ambos fueron ganados por Max Bulla.
Ningún ciclista ha logrado ganar el Campeonato en más de tres ocasiones, aunque varios lo han ganado en dos. Dos veces han ganado, además de Bulla, Georg Postl, Siegfried Denk, Herbert Spindler, Peter Muckenhuber, Mario Traxl, Jozef Lontscharitsch, Georg Totschnig, Christian Pfannberger y Patrick Konrad.
En categoría femenina, el récord de victorias lo ostenta Andrea Graus con cuatro victorias. 

## Palmarés

### Masculino

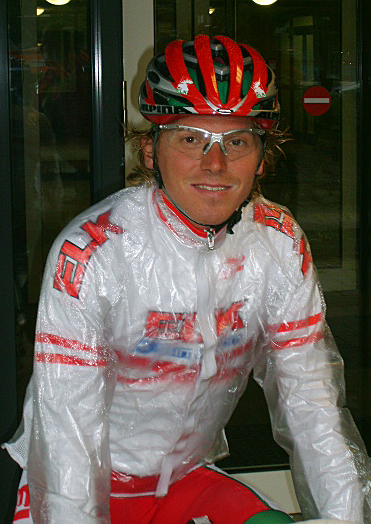
Christian Pfannberger con el maillot de campeón de Austria.

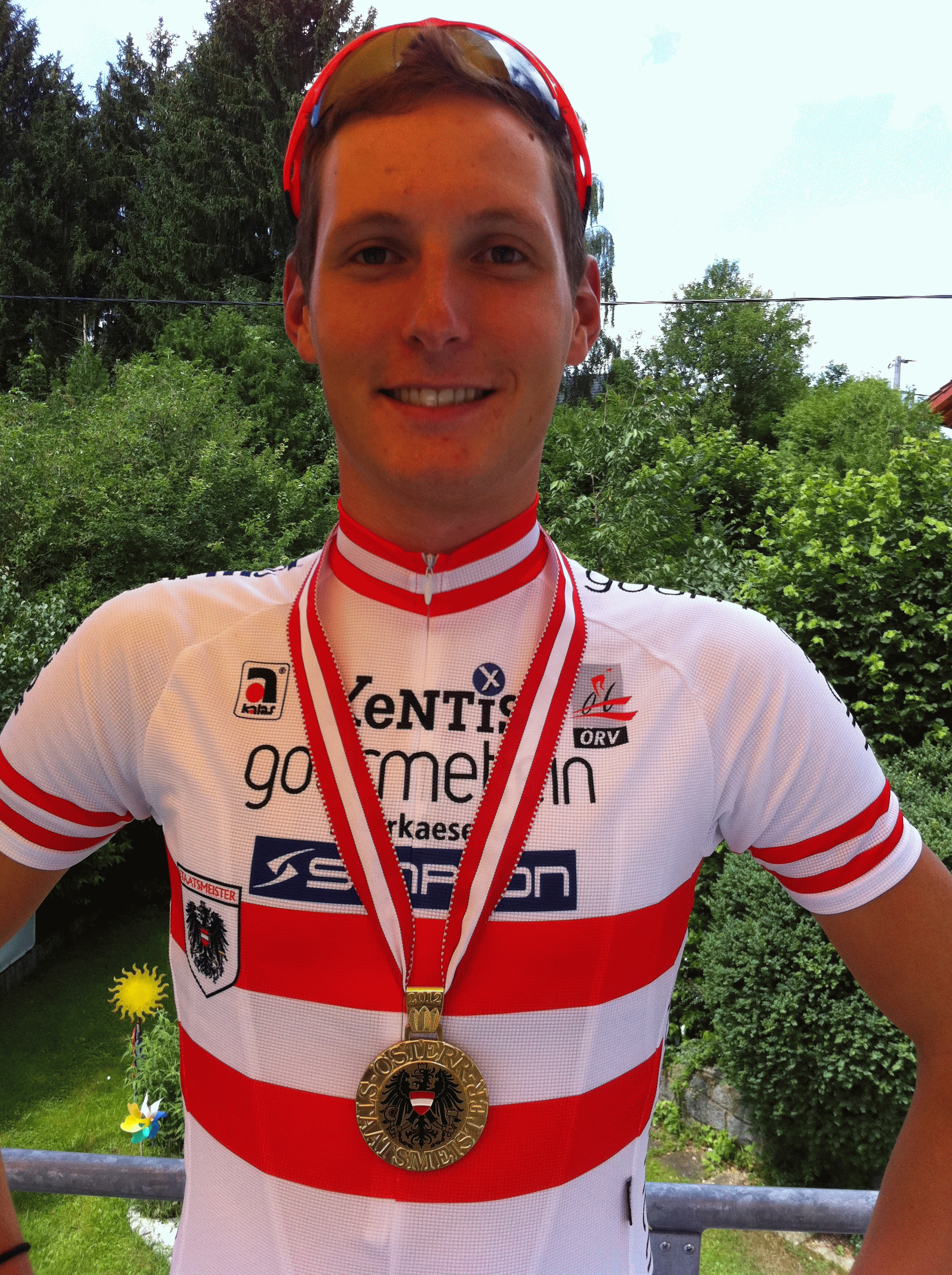
Lukas Pöstlberger campeón en 2012.

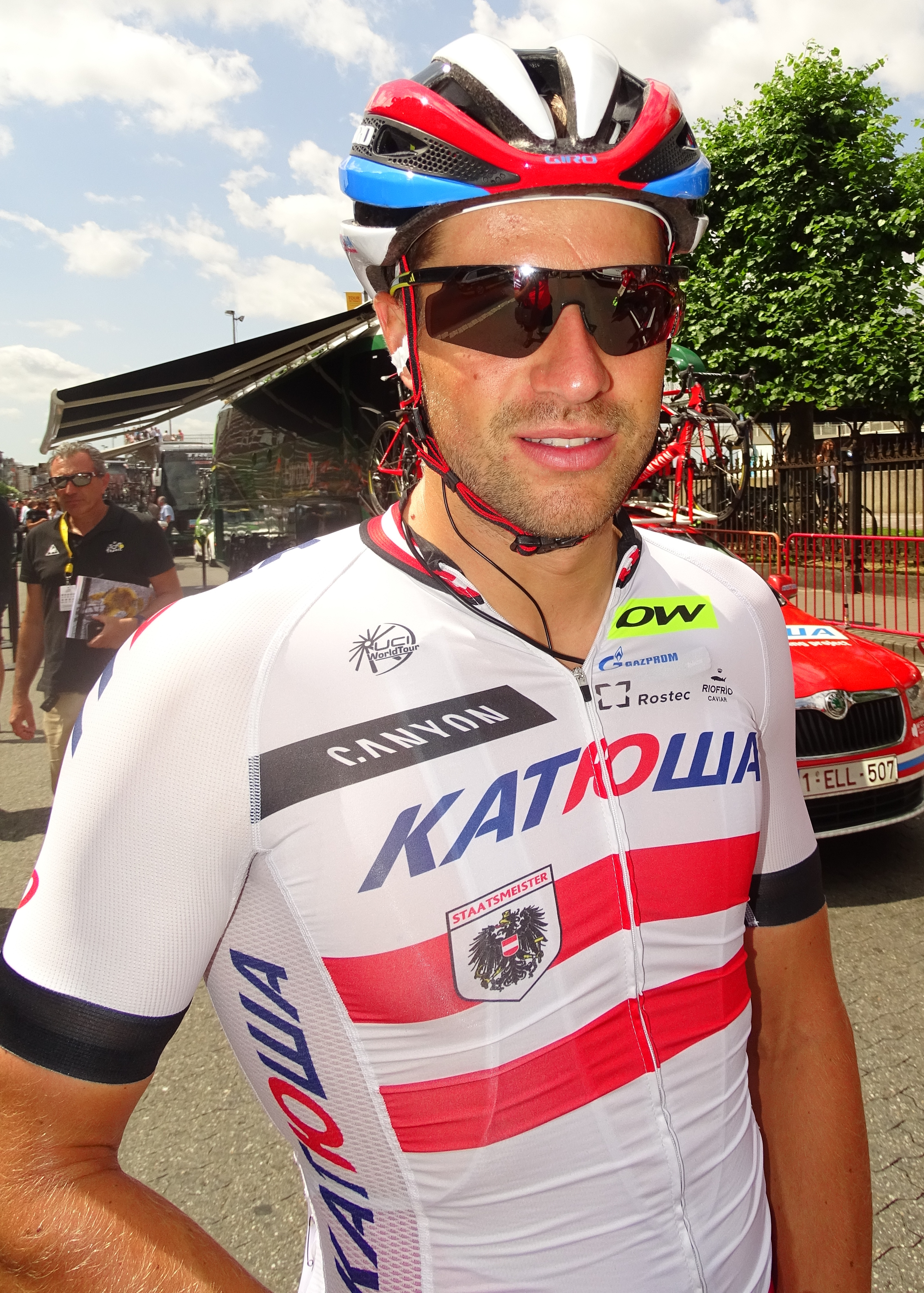
Marco Haller campeón en 2015.

| Año  | Ganador               | Segundo               | Tercero                       |
| 1926 | Max Bulla             |                       |                               |
| 1927 | Max Bulla             |                       |                               |
| 1954 | Adolf Christian       |                       |                               |
| 1956 | Adolf Christian       |                       |                               |
| 1969 | Georg Postl           | Ludwig Kretz          | Rudi Kretz                    |
| 1970 | Georg Postl           | Roman Hummenberger    | Ludwig Kretz                  |
| 1971 | Siegfried Denk        | Georg Postl           | Kurt Schattelbauer            |
| 1972 | Herbert Fuzi          | Siegfried Denk        | Kurt Schattelbauer            |
| 1973 | Kurt Schattelbauer    | Leo Karner            | Rupert Preuer                 |
| 1974 | Siegfried Denk        | Frantz Inthaller      | Wolfgang Priglhofer           |
| 1975 | Ludwig Kretz          | Werner Kuhn           | Wolfgang Steinmeyr            |
| 1976 | Herbert Spindler      | Erich Jagsch          | Roman Hummenberger            |
| 1977 | Hans Summer           | Leopold Konig         | Peter Muckenhuber             |
| 1978 | Herbert Spindler      | Leo Karner            | Peter Muckenhuber             |
| 1979 | Manfred Horvayh       | Hans Lienhart         | Kurt Zellhofer                |
| 1980 | Peter Muckenhuber     | Karl Krenauer         | Helmut Wechselberger          |
| 1981 | Hans Lienhart         | Harald Maier          | Erich Hofrichter              |
| 1982 | Peter Muckenhuber     | Herbert Spindler      | Johan Traxler                 |
| 1983 | Johan Lienhart        | Johan Traxler         | Erich Jagsch                  |
| 1984 | Helmut Wechselberger  | Peter Muckenhuber     | Karl Krenauer                 |
| 1985 | Bernhard Rassinger    | Herbert Spindler      | Harald Blumel                 |
| 1986 | Pauk Popp             | Andy Blumel           | Arno Wohlfahrter              |
| 1987 | Arno Wohlfahrter      | Helmut Wechselberger  | Mario Traxl                   |
| 1988 | Albert Hainz          | Norbert Kostel        | Armin Purner                  |
| 1989 | Mario Traxl           | Peter Lammer          | Josef Lontscharitsch          |
| 1990 | Heinz Hechenberger    | Peter Lammer          | Christian Eminger             |
| 1991 | Armin Purner          | Anton Lorenz          | Andy Langl                    |
| 1992 | Richard Schmied       | Andrea Muller         | Heinz Marschel                |
| 1993 | Peter Luttenberger    | Markus Pingerra       | Albin Kern                    |
| 1994 | Mario Traxl           | Dietmar Hauer         | Richard Schmied               |
| 1995 | Josef Lontscharitsch  | Paul Haschka          | Gerrit Glomser                |
| 1996 | Heinz Marschel        | Hannes Hempel         | Georg Totschnig               |
| 1997 | Georg Totschnig       | Harald Morscher       | Thomas Mühlbacher             |
| 1998 | Josef Lontscharitsch  | Peter Wrolich         | Berndt Grabner                |
| 1999 | Hannes Hempel         | Peter Wrolich         | Arno Kaspret                  |
| 2000 | Werner Riebenbauer    | Thomas Mühlbacher     | Bernhard Gugganig             |
| 2001 | Jürgen Pauritsch      | Gerrit Glomser        | Hans-Peter Obwaller           |
| 2002 | René Haselbacher      | Harald Morscher       | Martin Fisherlehner           |
| 2003 | Georg Totschnig       | René Haselbacher      | Andreas Matzbacher            |
| 2004 | Harald Morscher       | Christian Pfannberger | Georg Totschnig               |
| 2005 | Gerrit Glomser        | Gerhard Trampusch     | Hans-Peter Obwaller           |
| 2006 | Bernhard Kohl         | Harald Morscher       | Georg Totschnig               |
| 2007 | Christian Pfannberger | Markus Eibegger       | Thomas Rohregger              |
| 2008 | Christian Pfannberger | Hans-Peter Obwaller   | Stefan Rucker                 |
| 2009 | Markus Eibegger       | Martin Schöffmann     | Bernhard Eisel                |
| 2010 | Harald Starzengruber  | Harald Totschnig      | Josef Kugler                  |
| 2011 | Matthias Krizek       | Riccardo Zoidl        | Andreas Hofer                 |
| 2012 | Lukas Postlberger     | Josef Benetseder      | Matthias Krizek               |
| 2013 | Riccardo Zoidl        | Stefan Denifl         | Harald Totschnig              |
| 2014 | Riccardo Zoidl        | Gregor Mühlberger     | Bernhard Eisel                |
| 2015 | Marco Haller          | Matthias Krizek       | Daniel Schorn                 |
| 2016 | Matthias Brändle      | Gregor Mühlberger     | Michael Gogl                  |
| 2017 | Gregor Mühlberger     | Lukas Pöstlberger     | Michael Gogl                  |
| 2018 | Lukas Pöstlberger     | Felix Großschartner   | Georg Preidler Riccardo Zoidl |
| 2019 | Patrick Konrad        | Michael Gogl          | Gregor Mühlberger             |
| 2020 | Valentin Götzinger    | Daniel Federspiel     | Michael Gogl                  |
| 2021 | Patrick Konrad        | Marco Haller          | Patrick Gamper                |
| 2022 | Felix Großschartner   | Patrick Gamper        | Lukas Pöstlberger             |
| 2023 | Gregor Mühlberger     | Patrick Gamper        | Lukas Pöstlberger             |
| 2024 | Alexander Hajek       | Gregor Mühlberger     | Felix Großschartner           |
| 2025 | Tim Wafler            | Felix Großschartner   | Tobias Bayer                  |

### Femenino
| Año  | Ganador                    | Segundo              | Tercero                    |
| 1990 | Silvia Nenning             | Silvia Hauser        |                            |
| 1991 | Silvia Nenning             | Johanna Hack         | Brigitte Felber            |
| 1992 | Andrea Purner-Koschier     | Birgit Hausmann      | Doris Reitener             |
| 1993 | Christine Koschier-Bitante | Sandra Pachner       | Silvia Hauser              |
| 1994 | Silvia Hauser              | Michaela Brunngraber | Christine Koschier-Bitante |
| 1995 | Tanja Klein                | Brigitte Krebs       | Cornelia Sulzer            |
| 1996 | Tanja Klein                | Brigitte Krebs       | Johanna Freysinger         |
| 1997 | Johanna Freysinger         | Brigitte Krebs       | Andrea Graus               |
| 1998 | Tanja Klein                | Caroline Dietmann    | Brigitte Krebs             |
| 1999 | Ulrike Baumgartner         | Isabella Wieser      | Andrea Graus               |
| 2000 | Andrea Purner-Koschier     | Ulrike Baumgartner   | Andrea Graus               |
| 2001 | Andrea Purner-Koschier     | Andrea Graus         | Doris Posch                |
| 2002 | Isabella Wieser            | Andrea Graus         | Karin Wieser               |
| 2003 | Bernadette Schober         | Andrea Graus         | Doris Posch                |
| 2004 | Christiane Soeder          | Isabella Wieser      | Andrea Graus               |
| 2005 | Andrea Graus               | Christiane Soeder    | Bernadette Schober         |
| 2006 | Christiane Soeder          | Andrea Graus         | Monika Schachl             |
| 2007 | Daniela Pintarelli         | Bärbel Jungmeier     | Veronika Sprügl            |
| 2008 | Monika Schachl             | Daniela Pintarelli   | Jacqueline Hahn            |
| 2009 | Christiane Soeder          | Daniela Pintarelli   | Jacqueline Hahn            |
| 2010 | Andrea Graus               | Daniela Pintarelli   | Jacqueline Hahn            |
| 2011 | Andrea Graus               | Elisabeth Reiner     | Karin Pekovits             |
| 2012 | Andrea Graus               | Martina Ritter       | Daniela Pintarelli         |
| 2013 | Andrea Graus               | Martina Ritter       | Eva Wutti                  |
| 2014 | Jacqueline Hahn            | Christina Perchtold  | Martina Ritter             |
| 2015 | Martina Ritter             | Daniela Pintarelli   | Christina Perchtold        |
| 2016 | Christina Perchtold        | Martina Ritter       | Sarah Rijkes               |
| 2017 | Martina Ritter             | Christina Perchtold  | Barbara Mayer              |
| 2018 | Sarah Rijkes               | Barbara Mayer        | Angelika Tazreiter         |
| 2019 | Anna Kiesenhofer           | Angelika Tazreiter   | Kathrin Schweinberger      |
| 2020 | Kathrin Schweinberger      | Sarah Rijkes         | Veronika Windisch          |
| 2021 | Kathrin Schweinberger      | Verena Eberhardt     | Christina Schweinberger    |
| 2022 | Christina Schweinberger    | Anna Kiesenhofer     | Kathrin Schweinberger      |
| 2023 | Carina Schrempf            | Lisa Perterer        | Kathrin Schweinberger      |
| 2024 | Anna Kiesenhofer           | Valentina Cavallar   | Christina Schweinberger    |
| 2025 | Kathrin Schweinberger      | Elisa Winter         | Carina Schrempf            |